# Villa Nani Mocenigo
La villa Nani Mocenigo (poi denominata anche "Villa Bertetti" in ragione della nuova proprietà) è il più importante monumento storico artistico del comune di Canda (Rovigo), fatta costruire dai nobili veneziani Nani a partire dal 1580 e ultimata (il corpo più antico) nel 1584, probabilmente su direzione dell'architetto Vincenzo Scamozzi, allievo del Palladio, anche se c'è chi l'attribuisce all'architetto Baldassare Longhena. Nel secolo XVII fu ampliata verso sud con la realizzazione della grande facciata di evidente impatto scenografico e altri ampliamenti.
Altri due edifici omonimi sorgono rispettivamente a Oriago e a Monselice.

## Contesto storico
Tutto il Polesine fu dominio della Repubblica di Venezia dal 1489 al 1797, nonostante ripetute guerre con i vicini ferraresi e anche con i mantovani. Per la sua posizione territoriale, leggermente concava e per la posizione di terra tra i due grandi fiumi Adige e Po, oltre ai minori Tartaro-Canalbianco e Fratta, fu zona soggetta a imponenti, disastrose e ripetute alluvioni sia dell'Adige che del Po. Tali alluvioni qualche volta nel XVI secolo furono provocate ed usate come arma da un esercito contro l'altro.
Quando la Serenissima lo acquisì definitivamente, il Polesine era terra di confine, improduttiva e dissestata dalla permanenza da più un decennio sulla parte oggi denominata "Alto Polesine" (esclusi i centri urbani di Lendinara e Badia Polesine) di una piena alluvionale provocata per motivi bellici, e quindi praticamente spopolata. Il senato veneziano decise di mettere all'asta questo territorio allo scopo di favorirne, tramite l'acquisto da parte di privati, la bonifica, la cura e la resa produttiva. Le ricche famiglie veneziane dei Loredan, dei Nani, dei Miani, dei Gritti, dei Priuli e dei Calbo parteciparono per prime alla pubblica offerta e acquisirono vasti lotti del polesine, di regola tra i 70 ed i 100 ettari ciascun lotto, mentre vennero successivamente messi in asta lotti più piccoli da 30 a 60 ettari, acquisiti ad esempio dai Raspi e dai Giovanelli. Contro l'esenzione da imposte e gabelle, tassativo era invece l'impegno dei nuovi proprietari al riassetto del territorio così acquisito, attraverso la costruzione e manutenzione di scoli e chiaviche, nonché la costituzione di consorzi di bonifica per dare un'articolazione efficace all'opera di irregimentazione e drenaggio delle acque; per sorvegliare l'esecuzione delle opere di bonifica venne istituita la figura del "Magistrato ai beni inculti". I nuovi signori costruirono diverse ville di pregio, che divennero il simbolo della ricchezza e dello status dei proprietari.
In particolare, per quanto riguarda la famiglia Nani, essa, di antica nobiltà in quanto già compresa nella Serrata del Maggior Consiglio del 1297, nel XIV secolo si divise in tre rami: ramo di San Giovanni Novo e della Giudecca o del Sesamo, ramo di Cannaregio o della Zoica e ramo di San Trovaso; i componenti del secondo ramo (di Cannaregio o della Zoica) furono gli acquirenti della tenuta di Canda (e quindi realizzatori della villa) e nel secolo XIX aggiunsero anche il cognome di Mocenigo.

## Casa padronale
L'edificio è orientato a Sud.
È diviso in due corpi, costruiti in epoche diverse. Il corpo a Nord fu edificato (dal 1580 ed il 1584) secondo un progetto di ispirazione palladiana, al quale è stato dopo non molti decenni aggiunto il secondo corpo con apertura a Sud, verso il Canalbianco.
L'apertura diretta verso la via d'acqua, tanto cara ai veneziani, dopo un secolo divenne non più funzionale, perché gli argini nel XVIII secolo vennero rialzati.
L'insieme della villa è sobrio e compatto nello stile di realizzazione. È caratterizzato da aperture serliane e da una testa di Ercole sulla chiave d'arco. Cornici e modanature sono state aggiunte dopo la costruzione a sud del secondo corpo della villa per cercare di omogeneizzare il più possibile le due parti, che peraltro rimangono ben distinguibili perché espressione architettonica di epoche diverse.

## Parco

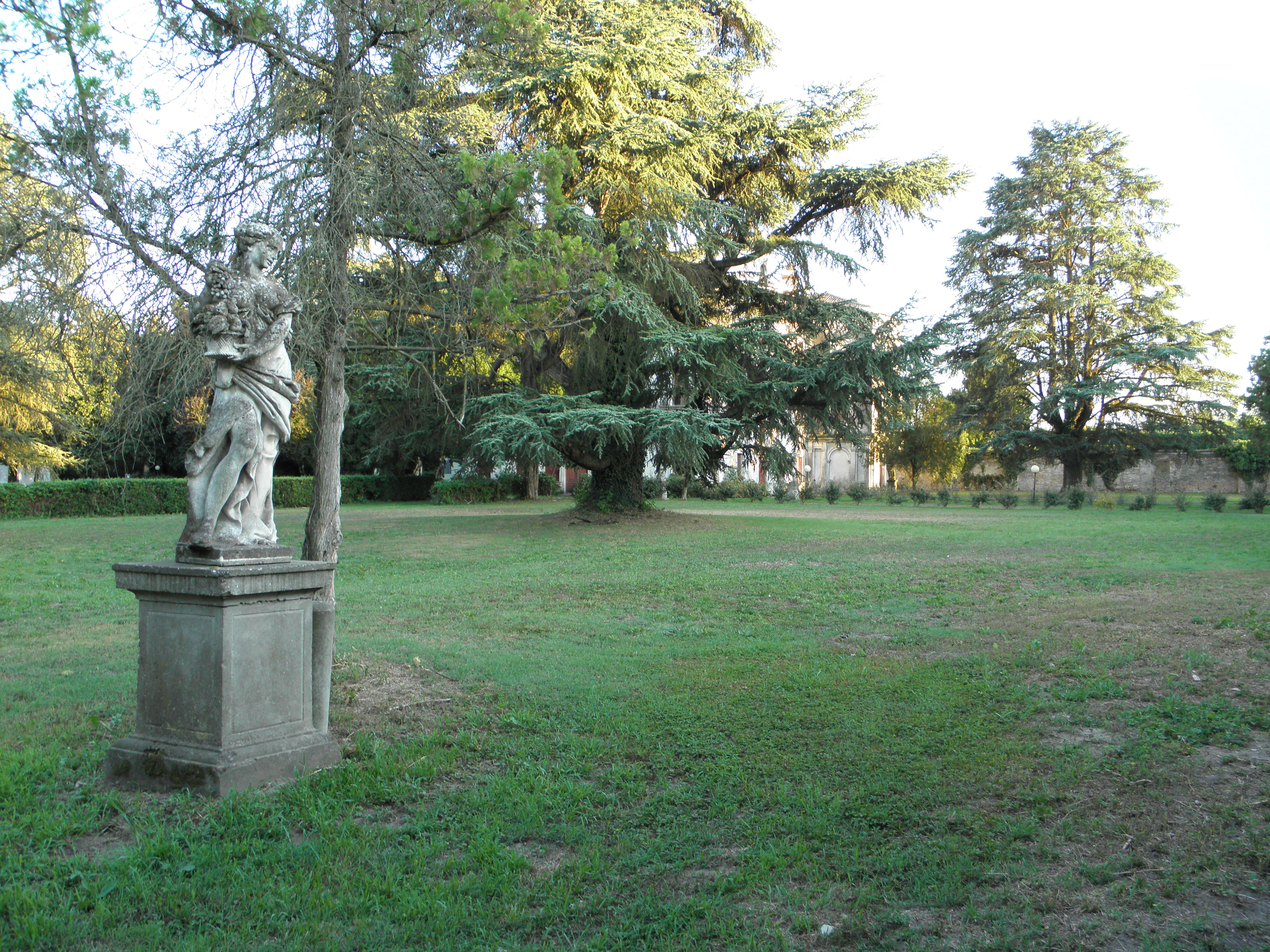
Scorcio del parco della villa.

La mappa del parco risale al 1775. con l'impostazione di parco all'inglese, con numerose statue a soggetto mitologico, scolpite su pietra dei monti Berici, di pregevole fattura settecentesca e attribuite sia alla bottega degli Albanese di Vicenza sia al veneziano Alvise Tagliapietra. Nel corso del tempo diverse furono mutilate.

## Cappella gentilizia
Il piccolo edificio, a pianta ottagonale, è situato nell'angolo Nord-Ovest del parco. Lo stile fa supporre una costruzione del Cinquecento coeva o poco successiva alla costruzione dell'edificio principale. All'interno si trova un altare in marmo policromo, sopra il quale si ergeva una pala del Settecento raffigurante la Madonna, della quale ora si può apprezzare solo una riproduzione fotografica. Degno di nota il bignato della facciata. Nell'adiacente parte di cinta muraria sono presenti due pilastri da cancello, ora chiusi da un muro con grata di terracotta, probabile residuo di una precedente apertura verso la strada principale per consentire l'accesso ad estranei alle funzioni celebrate nella cappella, come comprova l'esistenza delle funzioni di richiamo di un piccolo alloggio per campana sovrapposto alla costruzione di servizio adiacente.

## Cinta muraria
Il complesso della villa col parco "è riparato da un muro di recinzione ben alto quasi a voler difendere un tesoro, di ritagliare un'area buona rispetto all'esterno".
A ovest, al termine delle costruzioni di servizio, verso la strada principale in direzione Lendinara, si presenta una scansione nel muro con due pilastri in pietra, che sorreggevano un portone carraio in asse con l'entrata Nord del palazzo.

## Costruzioni di servizio
Lungo la cinta muraria ad Ovest s'innalzano delle costruzioni di servizio databili alla prima metà del Cinquecento, prima residenza dei signori, con relativi servizi di scuderia e dimora per la servitù, successivamente utilizzate solo per le scuderie e la servitù. Esse, oggi in stato di totale abbandono, vengono a trovarsi proprio sul lato della strada principale, di fronte al Palazzo Loredan sull'altro fronte della strada (in cui hanno sede gli uffici comunali, oltre a dimore e negozi, compresi l'ufficio postale e l'ambulatorio medico).